# Petrus Alamire
Petrus Alamire (Peter Imhoff) (* um 1470 in Nürnberg; † 26. Juni 1536 in Mecheln) war ein deutscher Notenkopist, Musikalienhändler, Sänger und Komponist der Renaissance, der im franko-flämischen Raum tätig war.

## Leben und Wirken
Petrus Alamire, ursprünglicher Name Peter Imhoff, entstammt einer Nürnberger Kaufmannsfamilie, kam aber schon in jungen Jahren in die „spanischen Niederlande“ (das heutige Belgien und Holland zusammen). Sein Pseudonym Alamire ist die übliche Bezeichnung in der Renaissance für den Ton A, der nach dem Tonnamen die Solmisationssilben für diesen Ton in den drei Hexachorden auf C, F und G enthält: „la“, „mi“ und „re“. Petrus Alamire erhielt 1496/97 seine frühesten bekannten Aufträge von der Bruderschaft Zu Unsrer Lieben Frau in ’s-Hertogenbosch, wo sein besonderes Geschick für das Schreiben von Noten erstmals besonders geschätzt wurde. Für die Kollegiatkirche des gleichen Ordens in Antwerpen, wo sich außer der Familie Imhoff noch viele deutsche Kaufleute niedergelassen hatten, hat er in den Jahren 1498 bis 1499 ein Sanckboek (Gesangbuch) angefertigt. Es war dies die Ära, in welcher der Zuwachs der musikalischen Kreativität in den Niederlanden seinen Höhepunkt erreichte und diese Region mehr Komponisten hervorbrachte als das ganze übrige Europa zusammen; diese Komponisten wanderten in andere Gebiete aus, besonders an aristokratische und königliche Höfe, welche die Mittel für ihre Beschäftigung hatten.
Im Jahr 1503 wird Antwerpen direkt als sein Wohnort genannt, wo er für die Anfertigung von ung grant libre de musicke für Philipp den Schönen von Burgund Geld bekam; außerdem bestätigt hier die Bezeichnung Alman seine deutsche Abstammung. Weitere Dokumente aus den Jahren 1505, 1506 und 1509, die in Zusammenhang mit Antwerpener Grundstücken und Häusern stehen, bestätigen seinen Aufenthalt und den seiner Frau Katlyne van der Meeren in dieser Stadt. Hier verfertigte seine Schreibwerkstatt im Jahr 1511 Handschriften für Kaiser Maximilian I. sowie zwischen 1512/13 und 1516/17 für die Antwerpener Kirche Zu Unsrer Lieben Frau und die dort niedergelassene Bruderschaft. Aus einer Antwerpener Akte von 1516 geht hervor, dass das Ehepaar in diesem Jahr bereits in Mecheln wohnte. Hier residierte Margarete von Österreich, Regentin der Niederlande, die Alamire in einem Brief an ihren Vater auch als Sänger bezeichnete; ein Wirken als Sänger ergibt sich auch aus einem Brief von Cuthbert Dunstal an König Heinrich VIII. von England.
Die Korrespondenz des englischen Hofes dieser Zeit belegt aber auch die Tätigkeit von Petrus Alamire als politischer Agent und Spion für den englischen König. Zwischen 1515 und 1518 war es seine Aufgabe, zusammen mit dem flämischen Posaunenspieler Hans Nagel († 1531) vor allem die Aktivitäten des verbannten englischen Thronanwärters und Rivalen von Heinrich VIII., Richard de la Pole (1480–1525), Herzog von Suffolk, der sich in Metz aufhielt, auszukundschaften. Einige Zeit später entstand am englischen Hof der Verdacht, dass Alamire auch eine Gegenspionage für de la Pole und die Franzosen betrieb, so dass die Korrespondenz mit dem englischen Hof endete.
Im Auftrag des burgundisch-habsburgischen Hofs hielt sich Alamire von 1518 bis 1519 mehrmals am Hof von Kurfürst Friedrich dem Weisen zu Sachsen-Wittenberg auf. Das Ziel war, die Stimme des Kurfürsten für die Wahl Karls zum Kaiser zu gewinnen. So gelangten einige prachtvolle Chorbücher als „Werbegeschenke“ an den sächsischen Hof. Alamire fungierte in dieser Zeit auch als Kurier zwischen Privatpersonen, so in den Jahren 1517 bis 1519 zwischen dem Sekretär Friedrichs des Weisen, Georg Spalatinus, und Erasmus von Rotterdam. Weitere Musikhandschriften Alamires gingen an Maria von Ungarn, an Karl V. nach Spanien, an den Papst und eventuell auch an Wilhelm von Bayern. Weitere Bücher aus seiner Werkstatt erhielten zwischen 1519 und 1521 verschiedene Bruderschaften und Kollegiatkirchen in Antwerpen und zwischen 1530 und 1532 in 's-Hertogenbosch. Auch sind prominente Privatpersonen als Empfänger seiner Werke bekannt geworden, so der Bankier Raymund Fugger († 1535) und der Amsterdamer Bankier Pompejus Occo, der als niederländischer Handelsagent des dänischen Königs wirkte. Auffallend ist eine Zahlung an Valentijn Maeckelen aus Mecheln und an Alamire für eine Unterweisung im Bergbau. Eine weitere luxuriöse Handschrift aus seiner Werkstatt hat Pompejus Occo in seiner Funktion als kapelbewaarder der Heiligen Stätte in Amsterdam dieser als Leihgabe überlassen. Eine Tätigkeit Alamires als Instrumentenhändler bis an sein Lebensende geht aus einer Lieferung einer koker fluyten (Köcher- oder Futteralflöte) und zweier schalmeye pypen (Schalmeien) an die Stadt Mecheln 1533/34 hervor.
Petrus Alamire ist am 26. Juni 1536 in Mecheln verstorben, nachdem er eine Pensionszahlung von Margarete von Ungarn erhalten hatte; seine Frau starb im Geschäftsjahr 1537/38 ebenfalls in Mecheln.

## Bedeutung
Aus der Schreibwerkstatt von Petrus Alamire sind 48 Einzelhandschriften und zwölf Sammlungen von gesonderten Folios und Fragmenten überliefert, die zusammen einen umfangreichen Komplex bilden. Außer den gewöhnlichen Manuskripten gibt es hier noch eine ganze Reihe von prachtvollen Exemplaren, die sozusagen für den „Export“ bestimmt waren und wegen der herausragenden Illustration und Kalligraphie die ästhetische Phantasie ansprechen. Typisch für Alamires Handschriften sind die beigefügten Abbildungen grotesker Männerköpfe, die mit besonderen Attributen versehen sind, wie einem Schloss auf dem Mund oder einer Stimmgabel auf dem Antlitz oder ähnlichem. Untersuchungen haben ergeben, dass mehr als drei Schreiber für Alamire gearbeitet haben. Er behielt jedoch die Leitung, machte Korrekturen und setzte am Schluss seine Signatur. Seine Handschriften sind mehrheitlich Chorbücher und enthalten vorrangig geistliche Werke von Pierre de la Rue (Lieblingskomponist von Margarete von Österreich) sowie von dessen Zeitgenossen Heinrich Isaac, Jacob Obrecht, Johannes Ockeghem, Josquin Desprez, Matthaeus Pipelare, Jean Mouton, Adrian Willaert und Antoine de Févin. Die musikgeschichtliche Bedeutung Alamires beruht auf der Schaffung des homogensten und vielschichtigsten Komplexes kostbarer und wertvoller Musikhandschriften der Niederlande mit über 850 Kompositionen, darunter vielen Unikaten.
Seine einzige namentlich erhaltene Komposition, eine Variation des Liedes T’Andernaken, ist an drei Orten überliefert, die mit ihm direkt oder indirekt in Verbindung standen (Kopenhagen, Wien und Wittenberg). Jedoch lässt Alamires offensichtliches Können und seine Erfahrung vermuten, dass viele weitere anonyme Werke seiner Zeit auf ihn zurückgehen.

## Werke
- Handschriften (summarisch): Aus dem Skriptorium Alamires gibt es 56 Handschriften, Sammlungen und Fragmente, die in europäischen Bibliotheken aufbewahrt werden, so in der Habsburgischen Hofbibliothek Wien, in London (das Heinrich-VIII.-Manuskript), im Vatikan (Handschrift für Papst Leo X.), außerdem in Brüssel, ’s-Hertogenbosch, München und Jena; letztere Stadt bewahrt die Hofbücher von Friedrich dem Weisen auf.
- Komposition: „T’Andernaken, al op den Rijn“ (Zu Andernach auf dem Rhein) für fünf Instrumente („Krumbhörner“); dieses Stück existiert auch in einer Version für vier Instrumente.